# TravelCenters of America
Die TravelCenters of America LLC ist der größte private Betreiber von Autobahnraststätten in den Vereinigten Staaten. Das Unternehmen betreibt Raststätten, Restaurants und Convenience Shops unter den Markennamen TA und Petro Shopping Centers und fungiert als Franchisenehmer mehrerer Schnellrestaurantketten. Das Unternehmen mit Hauptsitz in Westlake, Ohio, verfügt über mehr als 270 Standorte in 43 amerikanischen Bundesstaaten sowie der kanadischen Provinz Ontario.

## Geschichte

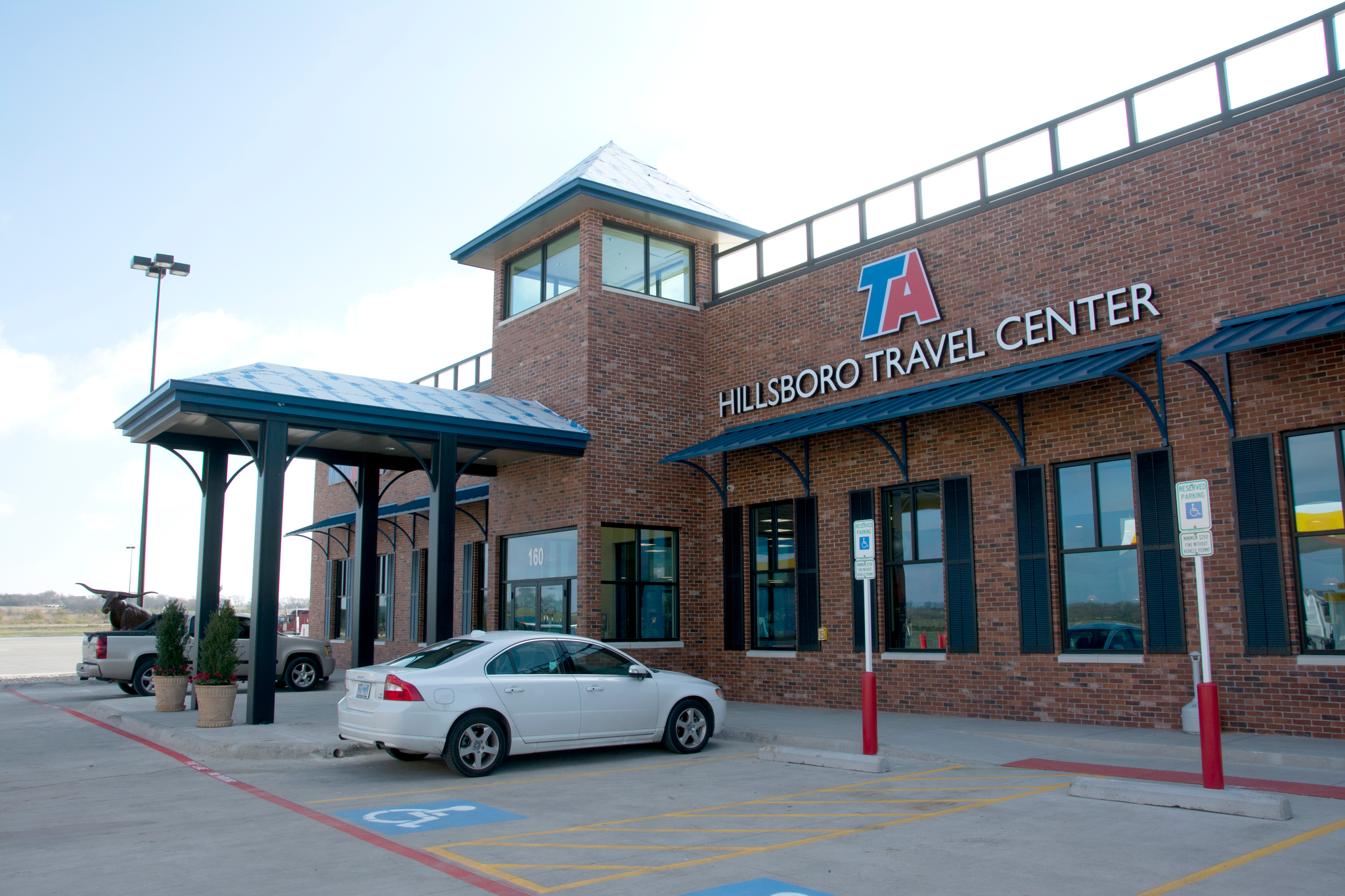
Travel Center in Hillsboro, Texas

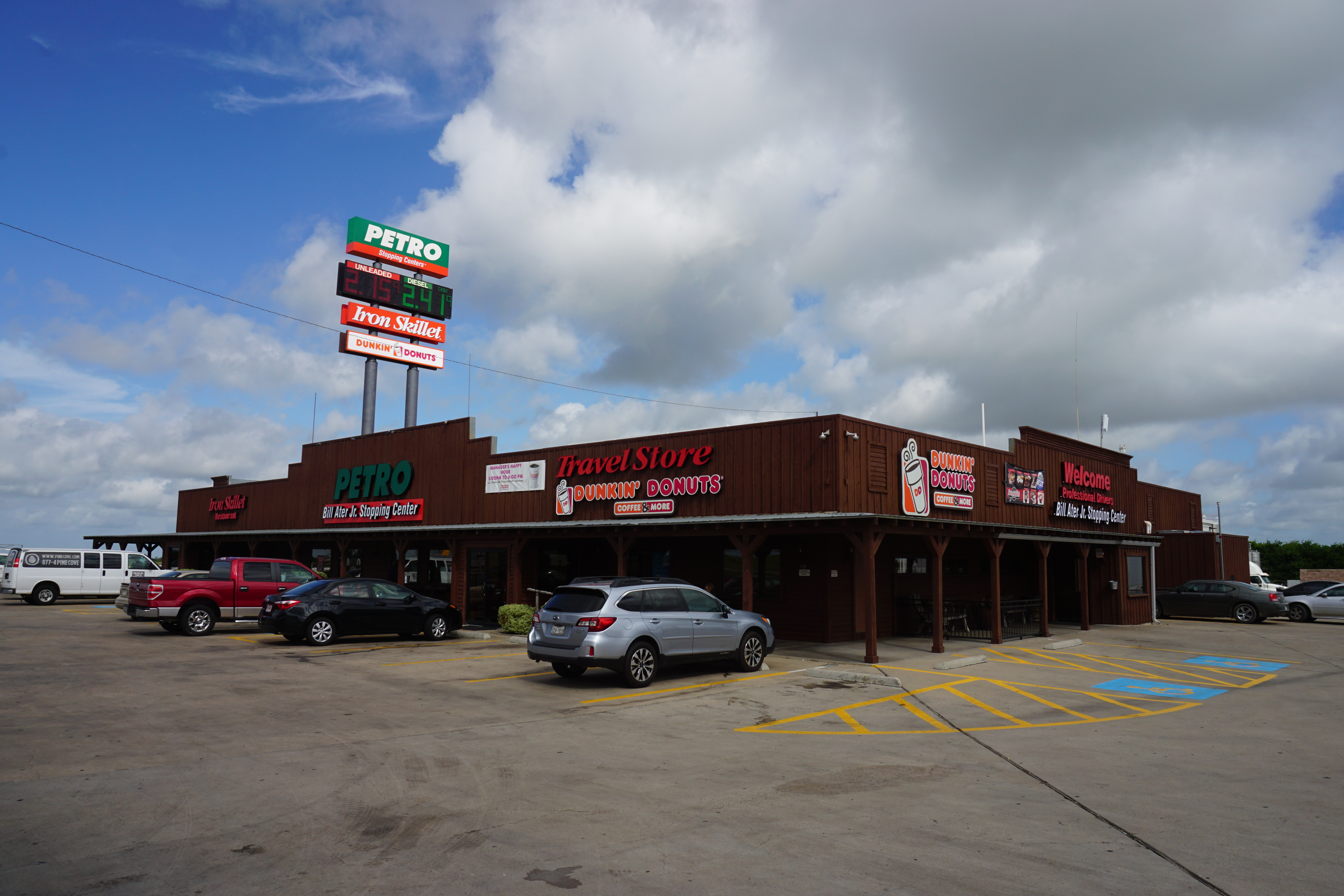
Petro Shopping Center in Carl’s Corner, Texas

TravelCenters of America wurde 1972 von Phil Saunders unter dem Namen Truckstops of America gegründet. Das Unternehmen war eine der ersten Ketten der Vereinigten Staaten, die mehrere Rastplätze betrieben und wurde noch im Gründungsjahr von dem Transportunternehmen Ryder System gekauft. 1984 wurde Truckstops of America dann von Standard Oil of Ohio übernommen. Nach dessen Fusion mit BP im Jahr 1993 wurde Truckstops of America an die Clipper Group verkauft. 1996 wurde der Rasthof Iowa 80 bei Walcott, Iowa, der seit 1992 zu TA gehört, für 3,5 Millionen Dollar auf 89 Hektar und 900 LKW-Stellplätze erweitert und ist seitdem der größte Autohof der Welt.
1997 fusionierte Truckstops of America mit dem Konkurrenzunternehmen National Auto/Truckstops und wurde in TravelCenters of America umbenannt. Dieses Unternehmen wiederum fusionierte kurz danach mit Travel Ports of America. Durch die Expansion hatte TravelCenters of America im Jahr 2000 rund 140 Standorte und beschäftigte 12.000 Mitarbeiter. Im gleichen Jahr wurde das Unternehmen an Oak Hill Capital Partners verkauft. Im Jahr 2006 wurde TravelCenters of America wiederum für rund 1,9 Milliarden US-Dollar von Hospitality Properties Trust gekauft. Damals wurde TA von Forbes auf Platz 60 der größten privat geführten Unternehmen der USA gelistet. Am 1. Februar 2007 erfolgte der Börsengang des Unternehmens an die American Stock Exchange. Im Mai des gleichen Jahres kaufte TravelCenters of America das 1975 gegründete und in El Paso ansässige Unternehmen Petro Stopping Centers mit 40 Standorten.
2013 kaufte TravelCenters of America die Convenience-Shop-Kette Minit Mart für rund 67 Millionen US-Dollar. Im Mai 2015 übernahm TA 19 Standorte des insolventen Tankstellenbetreibers GasMart und firmierte diese zu Minit-Mart-Filialen um. Im Jahr 2017 hatte Minit Mart 294 Standorte in den Vereinigten Staaten. Ende 2018 verkaufte TA Minit Mart an das britische Einzelhandelsunternehmen EG Group.
Am 16. Februar 2023 wurde bekannt gegeben, dass BP Products North America Inc., eine Tochtergesellschaft von BP eine Vereinbarung abgeschlossen hat TravelCenters of America für 1,3 Mrd. Dollar zu erwerben.

## Unternehmen

### TA Restaurant Group

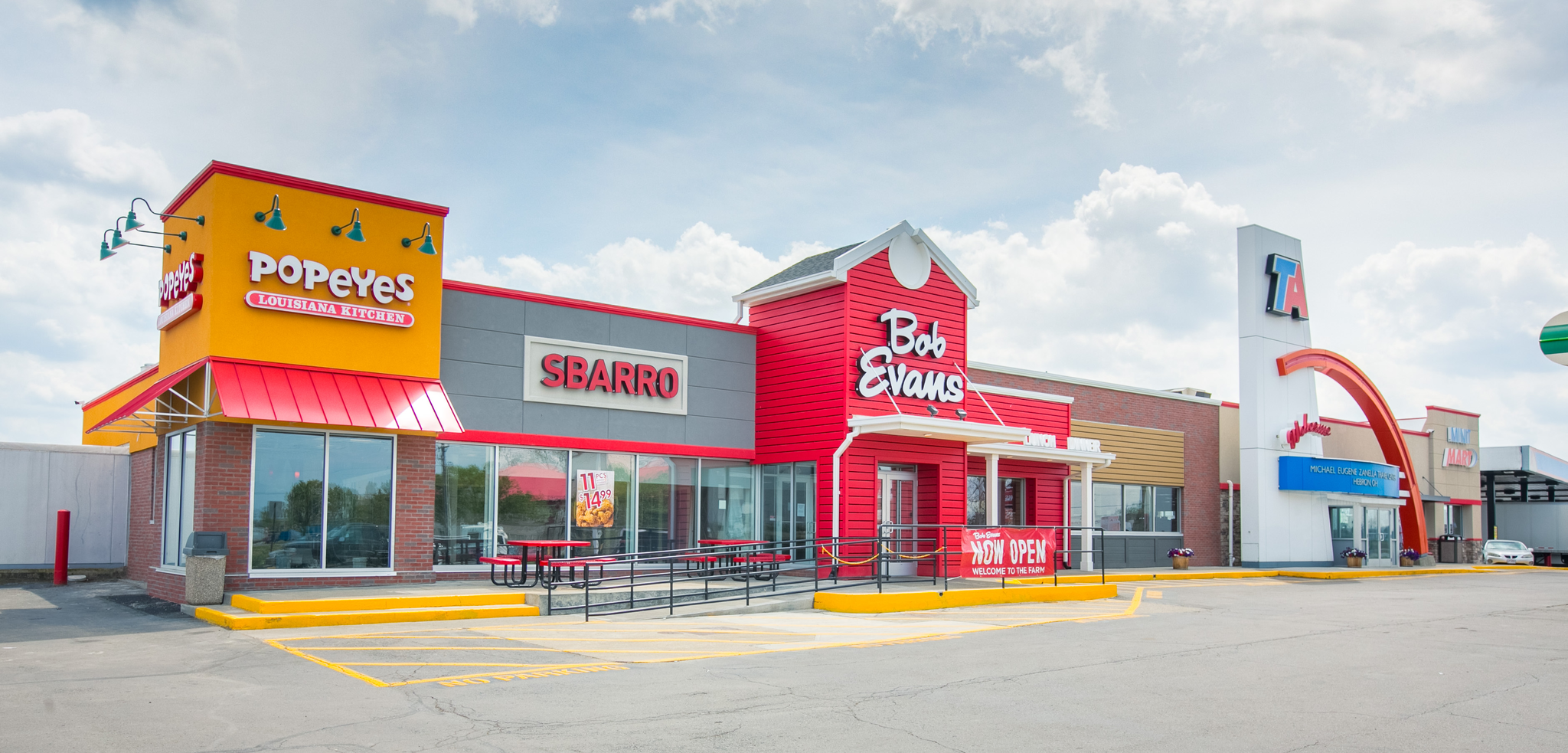
Hebron Plaza Travel Center in Hebron, Ohio

Die TA Restaurant Group ist für den Betrieb der Restaurants auf den Rasthöfen zuständig. Im April 2016 betrieb das Unternehmen rund 850 Restaurants mit 43 Markennamen und beschäftigte rund 6200 Mitarbeiter. Die TA Restaurant Group ist Franchisenehmer bei den Schnellretaurantketten Arby’s, Baskin-Robbins, Burger King, Dairy Queen, Dunkin’ Donuts, Fazoli’s, KFC, Pizza Hut, Popeyes Louisiana Kitchen, Sbarro, Starbucks, Subway, Taco Bell, Tim Hortons und Wendy’s. Bis zum Verkauf von Minit Mart 2018 war TA auch Franchisenehmer bei Godfather’s Pizza.
Im April 2016 übernahm TravelCenters of America die Restaurantkette Quaker Steak & Lube, diese hatte im Jahr 2021 42 Standorte in vierzehn Bundesstaaten. Im Mai 2021 verkaufte TravelCenters of America die Quaker-Steak-&-Lube-Restaurants. Zum Unternehmen gehören außerdem die Restaurantketten Country Pride und Iron Skillet. Des Weiteren führt die TA Restaurant Group an einigen Standorten Kooperationen mit mehreren Full-Service-Restaurantketten, zu diesen gehören Fuddruckers und IHOP.

### TA Truck Service
Unter der Dachmarke TA Truck Service betreibt TravelCenters of America rund 1100 Kraftfahrzeugwerkstätten mit Spezialisierung auf Lastkraftwagen. Zudem ist TA Truck Service der größte unabhängige Reifenhändler der Vereinigten Staaten. Über die von Sirius XM bereitgestellte Radiostation Road Dog Trucking Channel wird seit Januar 2018 die Werbesendung „Kickin’ the Tires“ ausgestrahlt.